# .sv
.sv là tên miền quốc gia cấp cao nhất (ccTLD) của El Salvador.
Internet Explorer 6 của Microsoft có một lỗi trong phiên bản tiếng Thụy Điển khi.sv được dùng thay vì .se khi gõ ctrl+enter để điền vào tiếp vĩ ngữ.

## Tên miền cấp 2
- edu.sv:	Cơ quan giáo dục và nghiên cứu
- gob.sv: Cơ quan chính phủ quốc gia
- com.sv:	Cơ quan thương mại và những trang không nằm trong các loại khác
- org.sv: Tổ chức phi lợi nhuận
- red.sv: Cơ quan quản lý mạng quốc gia